# Vyznamenání Za pracovní věrnost

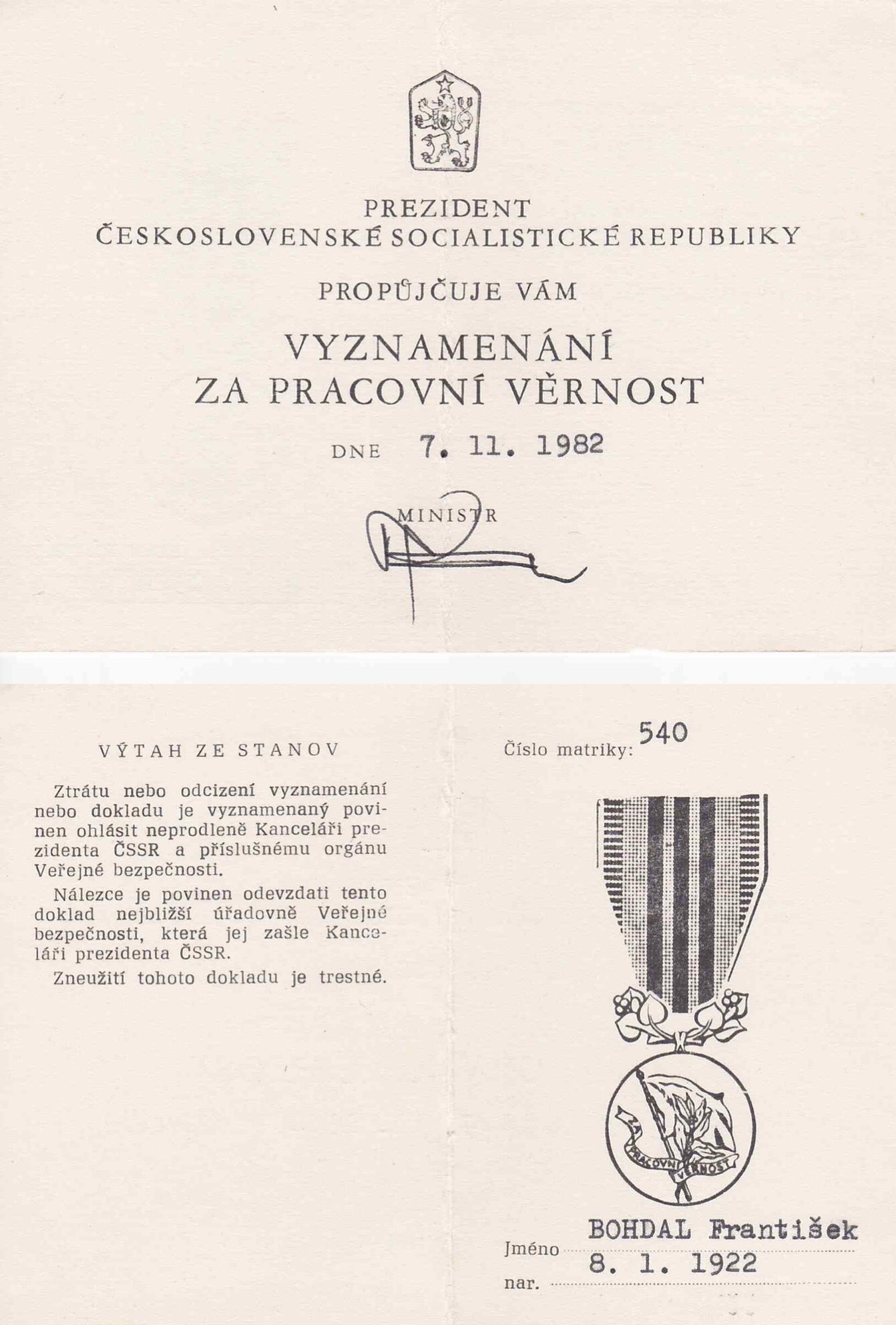
Listina k propůjčení vyznamenání Za pracovní věrnost.

Vyznamenání Za pracovní věrnost bylo československé státní vyznamenání.

## Vznik vyznamenání
Vyznamenání bylo zavedeno vládním nařízením č. 24/1955 Sb. (Vládní nařízení, kterým se zakládají řády „Řád Rudého praporu práce“, „Řád Rudé hvězdy práce“ a vyznamenání „Za pracovní věrnost“ a „Za pracovní obětavost“) z 4. května 1955. Propůjčovalo se osobám za vynikající zásluhy, získané víceletou, houževnatou, obětavou a příkladnou prací na rozhodujících úsecích hospodářské, vědecké nebo kulturní výstavby socialismu, prodchnutou věrností k povolání. Jednalo se o 3. stupeň po Řádu rudého praporu práce a Řádu rudé hvězdy práce.

## Podoba vyznamenání
Vyhláškou předsedy vlády 26/1955 Sb. ze dne 25. května 1955 byly vyhlášeny stanovy Řádu Rudého praporu práce, Řádu Rudé hvězdy práce a vyznamenání Za pracovní věrnost a Za pracovní obětavost. Vyznamenání Za pracovní věrnost má tvar kruhu o průměru 33 mm. Vyznamenání je raženo ze stříbra. Stuha je 38 mm široká. Je světle modrá se třemi tmavomodrými 3 mm širokými pruhy uprostřed. Je lemována po obou krajích rudými proužky 3 mm širokými. Od roku 1961 byl mírně změněn design medaile.

### Avers
Na ploše kruhu je umístěn vlající prapor, na němž je položena vavřínová snítka. Snítka je spojena se žerdí praporu stuhou s nápisem „Za pracovní věrnost“. 

### Revers
Na rubu vyznamenání se nachází československý státní znak nad lipovou ratolestí a nápis ČSSR.

## Nošení vyznamenání
Vyznamenání Za pracovní věrnost se nosilo na levé straně prsou. Řadilo se za Řád Klementa Gottwalda – za budování socialistické vlasti, Řád Republiky, Řád rudé zástavy, Řád rudého praporu práce, Řád rudé hvězdy, Řád práce, Řád rudé hvězdy práce, stříbrnou a bronzovou medaili Řádu 25. února 1948, kříž československého vojenského Řádu Bílého lva za vítězství, československý válečný kříž 1914–1918, československý válečný kříž 1939, I. třídu Řádu slovenského národního povstání, zlatou medaili československého vojenského Řádu Bílého lva za vítězství, stříbrnou medaili československého vojenského Řádu Bílého lva za vítězství, II. třídu Řádu slovenského národního povstání, medaili Československého velitelského řádu Jana Žižky z Trocnova, medaili Za zásluhy o obranu vlasti, vyznamenání Za zásluhy o výstavbu a před medaili Za službu vlasti, vyznamenání Za vynikající práci, vyznamenání Za pracovní obětavost a ostatní československá vyznamenání.
Nosila-li se pouze stužka, tak byla napjata na pravoúhlé liště 10 mm široké a 38 mm dlouhé.

## Zrušení vyznamenání
Vládní nařízení č. 24/1955 Sb. zrušil Zákon o státních vyznamenáních ČSFR č. 404/1990 Sb. ze dne 2. října 1990. Zákon nabyl účinnosti dne 15. října 1990.